# Amtsgericht Stargard
Das Amtsgericht Stargard war ein preußisches Amtsgericht mit Sitz in Stargard, Provinz Pommern.

## Geschichte
In Stargard bestand von 1849 bis 1879 das Kreisgericht Stargard. Das königlich preußische Amtsgericht Stargard wurde mit Wirkung zum 1. Oktober 1879 als eines von 14 Amtsgerichten im Bezirk des Landgerichtes Stargard im Bezirk des Oberlandesgerichtes Stettin gebildet. Der Sitz des Gerichtes war Stargard. Sein Gerichtsbezirk umfasste den Kreis Saatzig ohne die Teile, die den Amtsgerichten Jacobshagen und Nörenberg zugeordnet waren. Dazu kamen aus dem Kreis Pyritz die Amtsbezirke Barnimskunow, Blankensee, Collin, Cremzow, Dölitz, Fürstensee, Gottberg, Klützkow, Petznick, Prilipp, Sallenthin, Sandow, Schlötzenitz und Warnitz und der Amtsbezirk Werben ohne den Gutsbezirk Paß. Am Gericht bestanden 1880 vier Richterstellen. Das Amtsgericht war damit das größte Amtsgericht im Landgerichtsbezirk. Gerichtstage wurden in der Landgemeinde Dölitz und in der Stadt Zachan abgehalten. Im Rahmen der Weltwirtschaftskrise wurden 60 Amtsgerichte als Folge von Sparverordnungen aufgehoben. Mit der Verordnung über die Aufhebung von Amtsgerichten vom 30. Juli 1932 wurde das Amtsgericht Jacobshagen zum 30. September 1932 aufgehoben und sein Sprengel zwischen dem Amtsgericht Stargard und dem Amtsgericht Nörenberg aufgeteilt. Die Landgemeinden Altenwedel, Altheide, Büche, Falkenwalde, Goldbeck, Günthersberg, Jakobsdorf, Moderow, Ravenstein, Rehwinkel, Saatzig, Schwanenbeck, Stolzenhagen, Tornow, Wudarge und Ziegenhagen kamen so zum Amtsgericht Stargard. Im Jahre 1945 wurde der größte Teil Pommerns unter polnische Verwaltung gestellt. Damit endete die Geschichte des Amtsgerichtes Stargard.